# Río Turbio (Pucón)
El río Turbio es un curso natural de agua, corto y torrentoso, que nace en las laderas noreste del volcán Villarrica para dirigirse al norte por un lecho de grandes piedras redondeadas hasta su desembocadura en la ribera sur del río Pucón.: 910 

## Caudal y régimen
En la cuenca del río Pucón, desde su nacimiento en las cabeceras en la divisoria de las aguas hasta su desembocadura en el lago Villarrica incluyendo el río Liucura, se observa un régimen pluvio–nival, con sus crecidas invernales, producto de las lluvias, y en menor medida en primavera, producto de una leve influencia nival. En años lluviosos las crecidas ocurren entre mayo y julio, producto de aportes pluviales. Sin embargo, los caudales provenientes de aportes nivales, observados entre octubre y diciembre, también presentan valores de importancia. En años normales y secos la influencia pluvial sigue siendo mayor que la nival, observándose los mayores caudales entre
junio y agosto. El período de bajos niveles de agua se presenta en el trimestre dado por los meses de enero a marzo.: 54 